# تحالف ميدلاند لكرة القدم
تحالف ميدلاند لكرة القدم كان دوريًا إنجليزيًا لكرة القدم مخصصًا للفرق شبه المحترفة. شمل نطاقه الجغرافي مقاطعات ليسترشير، شروبشير، ستافوردشير، وركشير، ويست ميدلاندز، وسترشير، إضافة إلى الأجزاء الجنوبية من ديربيشاير ونوتنغهامشير. كان الدوري يتكوّن من قسم واحد فقط، ويقع في المستوى الخامس ضمن النظام الوطني للدوريات، أي المستوى التاسع ضمن الهيكل العام لدوريات كرة القدم الإنجليزية.
تأسس الدوري في عام 1994، واستُمدت عضويته الأولية من أقوى الأندية في دوري ميدلاند لكرة القدم ودوري ويست ميدلاندز (الإقليمي)، واللذين أصبحا دوريات مغذية للمسابقة الجديدة. كان بطل كل دوري من الدوريات المغذية مؤهلًا للترقية إلى تحالف ميدلاند في نهاية كل موسم، كما كانت أندية التحالف عرضة للهبوط إلى تلك الدوريات. أما الأندية الناجحة في تحالف ميدلاند، فكانت مؤهلة للترقية إلى دوري من المستوى الرابع، إما الدوري الجنوبي أو الدوري الشمالي الممتاز، وفقًا للاعتبارات الجغرافية. وفي عام 2014، دُمج التحالف مع دوري ميدلاند لتشكيل دوري ميدلاند لكرة القدم الجديد.

## التاريخ
تأسس دوري ميدلاند فوتبول ألاينس عام 1994، وجمع في بدايته أندية من دوري ويست ميدلاندز (الإقليمي) ودوري ميدلاند فوتبول كومبينيشن، واللذَين وُجدا منذ ما قبل الحرب العالمية الثانية، حيث كانا يُعرفان سابقًا باسم دوري برمنغهام والمقاطعة، ودوري ووركشير كومبينيشن على الترتيب. وبمرور الوقت، بدأت مناطق التغطية الجغرافية لهذين الدوريين تتداخل تدريجيًا، ومع حلول أوائل التسعينيات، اعتُبر مستوى الأداء والتوزيع الجغرافي في كلا المسابقتين متقاربَين بدرجة كافية لتأسيس مسابقة جديدة تجمع أفضل الأندية التي كانت موزعة بين الدوريين.[بحاجة لمصدر]
استُقطب عشرة أندية من كل دوري للمشاركة في الموسم الافتتاحي للدوري الجديد. وشملت الأندية المنضمة من دوري ميدلاند فوتبول كومبينيشن كلًا من: بارويل، بولدمير سانت مايكلز، بولهول سويفتس، بيرشور تاون، ساندويل بورو، شيبشد دينامو، شيفنال تاون، ستابنهيل، ستراتفورد تاون، وشرطة ويست ميدلاندز. أما الأندية التي اختيرت من دوري ويست ميدلاندز (الإقليمي) فهي: برييرلي هيل تاون، تشيس تاون، هيلس أوين هاريرز، هينكلي أثليتيك، كنايبرسلي فيكتوريا، أولدبري يونايتد، باجيت رينجرز، روشيستر، رشال أوليمبيك، وويليانهال تاون.
تُوّج نادي باجيت رينجرز بلقب أول نسخة من الدوري بفارق 12 نقطة عن هينكلي أثليتيك في موسم 1994–95، وتأهل إلى دوري الجنوبيين.[بحاجة لمصدر] وقد تعزز وضع دوري ميدلاند فوتبول ألاينس كدوري تمهيدي لدوري الجنوبيين عندما هبط نادي أرمتيج 90 في الاتجاه المعاكس. سيطر أرمتيج لاحقًا على الدوري في موسم 1995–96، إلا أن النادي انحلّ في منتصف الموسم، مما أدى إلى شطب نتائجه من جدول الترتيب.

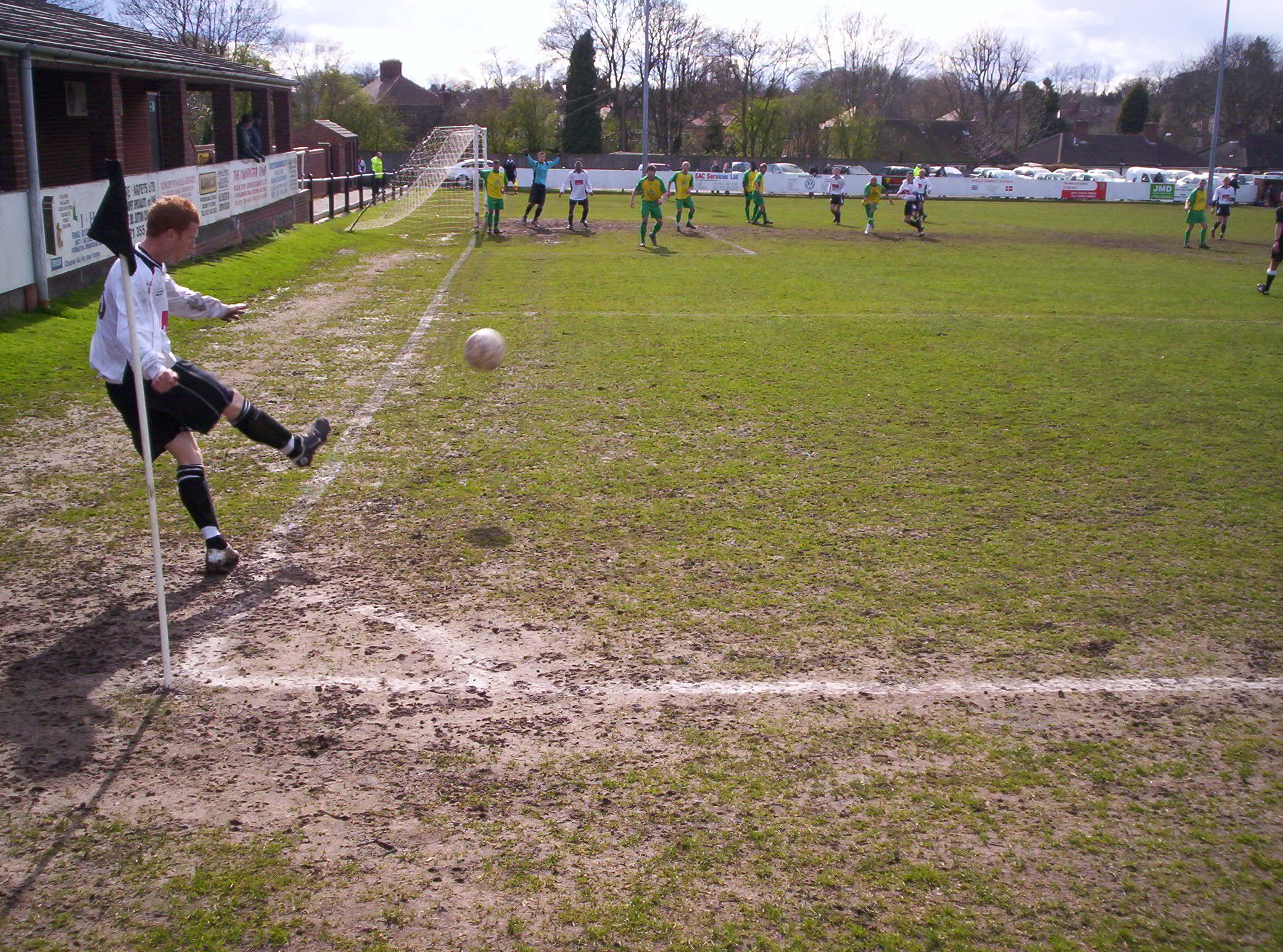
الصورة توضح مشهدًا من منافسات دوري ميدلاند أليانس عام 2008، حيث يواجه فريق بولدمير سانت مايكلز (بالقمصان البيضاء) نظيره بارويل.

في موسم 1999–2000، توسع الدوري ليشمل 22 ناديًا بعد صعود ناديين إلى الدوري دون هبوط أي فرق منه. وكان من بين الأندية الصاعدة نادي أودبي تاون من دوري ليسترشير سينيور، وهي أول مرة يصعد فيها فريق من هذا الدوري إلى الدوري الجديد. بعد عامين، ارتفع عدد الأندية إلى 23 بسبب انضمام عدد أكبر من الفرق، لكن استقالة نادي ستابنهيل في منتصف موسم 2001–02 أعادت العدد إلى 22 ناديًا. في موسم 2003–04، ارتفع عدد الأندية إلى 24 ناديًا. في نهاية ذلك الموسم، صعدت أندية الدوري لأول مرة إلى الدوري الشمالي الممتاز بدلًا من الدوري الجنوبي، حيث انضم روشيستر وويليانهال تاون إلى الدوري الشمالي الذي يقع شمالًا أكثر. في الموسم التالي، أصبح نادي كولفيل تاون أول فريق من الدوري يصل إلى الدور الأول الرسمي من كأس الاتحاد الإنجليزي، وكرر هذا الإنجاز في موسم 2005–06 كل من ناديي تشيستاون وليمنغتون.
مع إنشاء النظام الوطني للدوريات من قبل الاتحاد الإنجليزي لكرة القدم، صُنف الدوري رسميًا كدوري من المستوى الخامس. استمر أبطال دوري ميدلاند كومبينيشن ودوري ويست ميدلاندز (الإقليمي) ودوري ليسترشير سينيور في الترقية إلى الدوري، إلا أنه في عام 2008 تأسس دوري إيست ميدلاندز كاونتيز لكرة القدم على المستوى السادس، وكان من المتوقع أن الفرق الناجحة من دوري ليسترشير سينيور، الذي يُصنف رسميًا كمستوى سابع، تنتقل إلى الدوري الجديد، بينما يترقى أبطال الدوري الجديد إلى الدوري إذا كانت مناطقهم ضمن التغطية الجغرافية له.
في عام 2014، اندمج الدوري مع دوري ميدلاند كومبينيشن لتشكيل دوري ميدلاند لكرة القدم الجديد، وشكلت الأندية التي كانت أعضاءً في الدوري القسم الممتاز من الدوري الجديد.

## التنظيم
عرفت الرابطة بأسماء مختلفة بناءً على عقود رعاية مع شركات مثل بيكر-جونير، وبوليمك سيرفيسز، وهارفي وورلد ترافيل، وترافيل فاكتوري، وأسباير. في يوليو 2008، أعلن أن 23 فريقًا سيشاركون في الرابطة في موسم 2008–09، لكن في الأسبوع التالي أعلن عن حل نادي ستابينهيل، ليصبح عدد الفرق 22 في الدوري.
كان الدوري يُلعب بنظام دوري من دورين، حيث يلتقي كل فريق مع باقي الفرق مرة على ملعبه ومرة خارج ملعبه. تُمنح ثلاث نقاط للفوز، ونقطة واحدة للتعادل، ولا تُمنح نقاط للخسارة. يُستخدم فارق الأهداف للفصل بين الفرق التي تحصد نفس عدد النقاط.
بوصفها دوري المستوى الخامس في النظام الوطني، كانت أندية الرابطة مؤهلة للمشاركة في كأس الاتحاد الإنجليزي وكأس فيس شريطة استيفاء ملاعبها للمعايير المطلوبة. كما أقامت الرابطة بطولتين خاصتين بها، هما كأس الدوري بنظام خروج المغلوب، التي تُقام كل موسم، وكأس جو مكجوريان، التي تجمع بين الفائزين بكأس الدوري وبطل الدوري في الموسم السابق، وأُقيمت للمرة الأولى عام 1996.
وفقًا للأنظمة الرسمية لاتحاد كرة القدم الإنجليزي، كانت الأندية المشاركة في الرابطة مؤهلة للترقية إلى دوري من المستوى الرابع، بشرط أن تتوافق ملاعبها مع المعايير المطلوبة. وتُوضع الأندية التي تُرقي من دوريات المستوى الخامس في الدوريات ذات المستوى الرابع الأكثر ملاءمة جغرافيًا، حسب قرار لجنة الدوريات بالاتحاد. وقد يختلف عدد الأندية التي تُرقي من الرابطة في كل موسم، إذ تنص اللوائح على أن “أفضل عشرة أندية مناسبة من الدوريات في المستوى الخامس” تحصل على الترقية. جميع الأندية التي تحرز الترقية من الرابطة تُوضع إما في الدوري الجنوبي أو الدوري الشمالي الممتاز. أما الفرق التي تحتل المراكز الأخيرة في جدول الرابطة فقد تهبط إلى دوري تغذية مناسب، وفقًا لعدد الفرق المتبقية في القسم بعد حل قضايا الترقية والهبوط الأخرى.

## الحضور الجماهيري

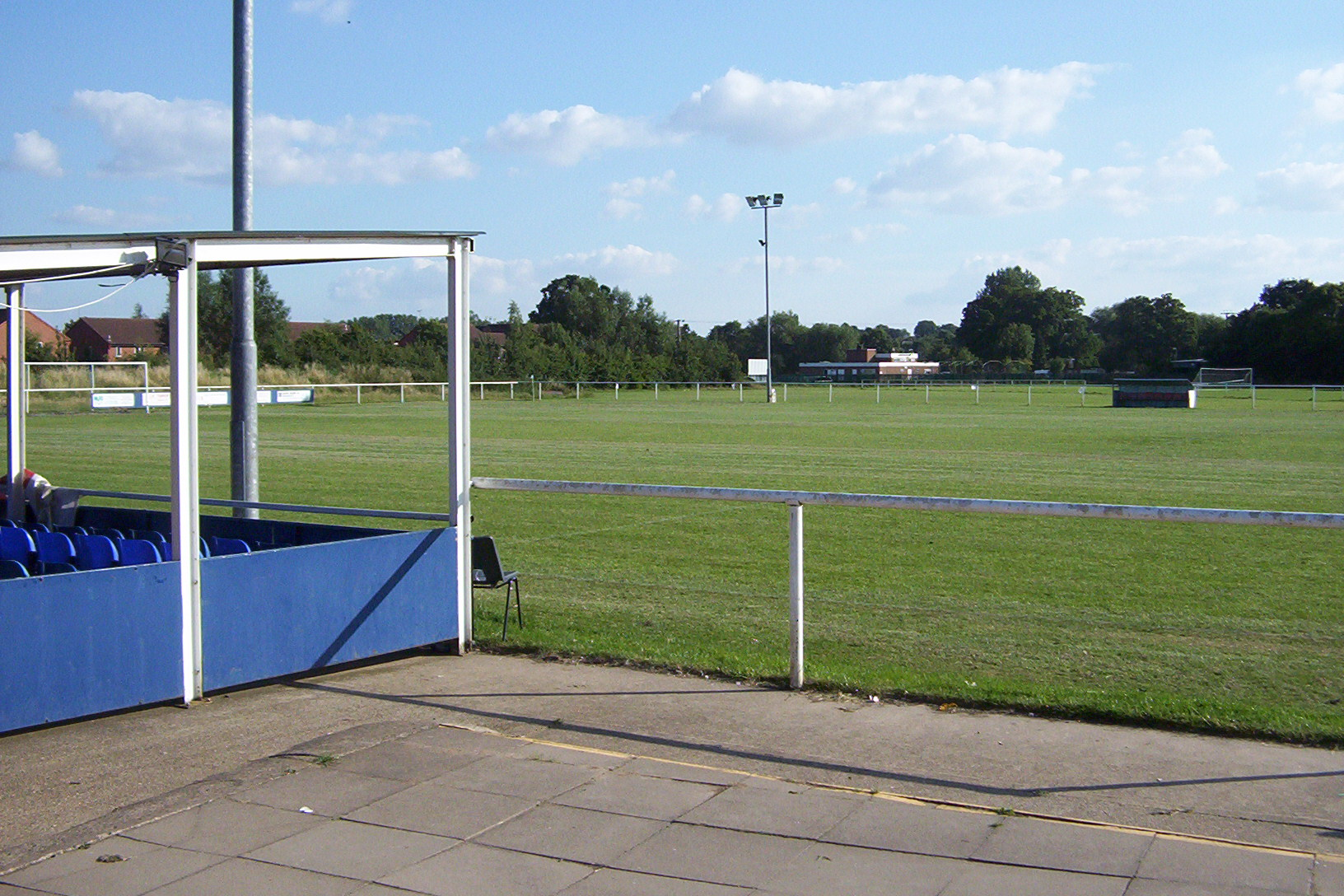
ملعب ذا بيهايف، معقل نادي ستادلي، حيث بلغ متوسط الحضور الجماهيري في موسم 2007–08 نحو 79 متفرجًا

في مباريات دوري ميدلاند أليانس، كان الحضور الجماهيري عادةً قليلًا، حيث شهدت العديد من المباريات حضورًا أقل من 100 متفرج. في موسم 2006–07، بلغ متوسط الحضور في الدوري 124 متفرجًا، لكنه انخفض إلى 87 في موسم 2007–08. كان فريق أثيرستون تاون هو الأكثر جذبًا للجماهير في ذلك الموسم، حيث بلغ متوسط حضور مبارياته على ملعبه 162 متفرجًا. أما الفريق الأقل حضورًا فكان أولدبري يونايتد، حيث بلغ متوسط حضور مبارياته 39 متفرجًا فقط. أعلى حضور لمباراة واحدة بلغ 411 متفرجًا، في المباراة بين سترافورد تاون وبارويل. وشارك بارويل أيضًا في المباراة ذات الحضور الأدنى، عندما جذبت مباراتهم خارج ملعبهم أمام أولدبري يونايتد 20 متفرجًا فقط.[25]
أكبر حضور جماهيري تم تسجيله لمباراة في الدوري كان 1280 متفرجًا، في المباراة بين راسينج كلوب ووريك والمنافس المحلي ليمنغتون في 26 ديسمبر 2005. أما أقل حضور فسُجل 10 متفرجين في مباراة بين ويدنسفيلد وبدولف فيكتوريا في 19 أبريل 2003.

## الأبطال والفائزون بالكؤوس

المنطقة التي يغطيها دوري ميدلاند أليانس ملونة بالأزرق المتوسط.

كان أبطال الدوري والأندية التي ترقت من الدوري كما يلي:
| الموسم    | الأبطال            | الفرق الصاعدة                   | الفرق الصاعدة                                                                           |
| الموسم    | الأبطال            | النادي                          | الدوري                                                                                  |
| --------- | ------------------ | ------------------------------- | --------------------------------------------------------------------------------------- |
| 1994–95   | نادي باجيت رينجرز  | نادي باجيت رينجرز               | دوري كرة القدم الجنوبي – القسم الميدلاند                                                |
| 1995–96   | شيبشاد داينامو     | شيبشاد داينامو                  | دوري كرة القدم الجنوبي – القسم الميدلاند                                                |
| 1996–97   | بلاكنال            | بلاكنال                         | دوري كرة القدم الجنوبي – القسم الميدلاند                                                |
| 1997–98   | بلوكسويتش تاون     | بلوكسويتش تاون                  | دوري كرة القدم الجنوبي – القسم الميدلاند                                                |
| 1998–99   | روسيستر            | روسيستر                         | دوري كرة القدم الجنوبي – القسم الغربي الأول                                             |
| 1999–2000 | أودبي تاون         | –                               | –                                                                                       |
| 2000–01   | ستوربورت سويفتس    | ستوربورت سويفتس                 | دوري كرة القدم الجنوبي – القسم الغربي الأول                                             |
| 2001–02   | ستوربريدج          | برومسغروف روفرز                 | دوري كرة القدم الجنوبي – القسم الغربي الأول                                             |
| 2002–03   | ستوربريدج          | –                               | –                                                                                       |
| 2003–04   | روسيستر            | روسيستر ويلنهال تاون            | دوري نورتن بريميير – القسم الأول                                                        |
| 2004–05   | روشال أولمبيك      | روشال أولمبيك                   | دوري كرة القدم الجنوبي – القسم الغربي الأول                                             |
| 2005–06   | تشيستاون           | تشيستاون ستوربريدج مالفيرن تاون | دوري كرة القدم الجنوبي – القسم الميدلاند الأول                                          |
| 2006–07   | ليمينغتون          | ليمينغتون رومولوس كورن          | دوري كرة القدم الجنوبي – القسم الميدلاند الأول دوري نورتن بريميير – القسم الجنوبي الأول |
| 2007–08   | أثيرستون تاون      | أثيرستون تاون لوغبورو داينامو   | دوري كرة القدم الجنوبي – القسم الميدلاند الأول دوري نورتن بريميير – القسم الجنوبي الأول |
| 2008–09   | ماركت درايتون تاون | ماركت درايتون تاون              | دوري نورتن بريميير – القسم الجنوبي الأول                                                |
| 2009–10   | بارويل             | بارويل                          | دوري نورتن بريميير – القسم الجنوبي الأول                                                |
| 2010–11   | كولفيل تاون        | كولفيل تاون                     | دوري نورتن بريميير – القسم الجنوبي الأول                                                |
| 2011–12   | غريزلي             | غريزلي                          | دوري نورتن بريميير – القسم الجنوبي الأول                                                |
| 2012–13   | ستراتفورد تاون     | ستراتفورد تاون                  | دوري كرة القدم الجنوبي – القسم الجنوبي والغربي الأول                                    |
| 2013–14   | تيفيديل            | تيفيديل                         | دوري نورتن بريميير – القسم الجنوبي الأول                                                |